# NGC 4326
NGC 4326 (również PGC 40192 lub UGC 7454) – galaktyka spiralna z poprzeczką (SBab), znajdująca się w gwiazdozbiorze Panny. Odkrył ją William Herschel 13 kwietnia 1784 roku. Jest to galaktyka z aktywnym jądrem typu LINER.